# Золота рукавиця англійської Прем'єр-ліги
Золота рукавиця англійської Прем'єр-ліги (англ. Premier League Golden Glove) — щорічна футбольна нагорода в Англії, що вручається воротареві, який провів найбільшу кількість «сухих матчів» (матчів, в яких його команда не пропускала голів) в сезоні Прем'єр-ліги.
Першим володарем нагороди став Петр Чех з 21 «сухим матчем» в сезоні 2004/05. Пепе Рейна тричі ставав володарем нагороди в 2006, 2007 і 2008 роках. Едвін ван дер Сар виграв нагороду в сезоні 2008/09, повторивши рекорд Чеха з 21 «сухим матчем».

## Переможці
Ключ
| Гравець (X) | Кількість перемог одним гравцем |
| Жирний      | Гравець став чемпіоном          |

| Сезон     |              | Гравець           | Клуб              | Сухі матчі |
| --------- | ------------ | ----------------- | ----------------- | ---------- |
| 2004–2005 | Чехія !      | Петр Чех          | Челсі             | 21         |
| 2005–2006 | Іспанія !    | Пепе Рейна        | Ліверпуль         | 20         |
| 2006–2007 | Іспанія !    | Пепе Рейна(2)     | Ліверпуль         | 19         |
| 2007–2008 | Іспанія !    | Пепе Рейна(3)     | Ліверпуль         | 18         |
| 2008–2009 | Нідерланди ! | Едвін ван дер Сар | Манчестер Юнайтед | 21         |
| 2009–2010 | Чехія !      | Петр Чех(2)       | Челсі             | 17*        |
| 2010–2011 | Англія !     | Джо Гарт          | Манчестер Сіті    | 18         |
| 2011–2012 | Англія !     | Джо Гарт(2)       | Манчестер Сіті    | 17         |

* Пепе Рейна також має 17 сухих матчів у сезоні 2009–2010, але Чех зіграв менше матчів.